# Komárovice (Kelč)
Komárovice je vesnice, část města Kelč v okrese Vsetín. Nachází se asi 2,5 km na východ od Kelče. Je zde evidováno 62 adres. Trvale zde žije 141 obyvatel.
Komárovice je také název katastrálního území o rozloze 4,07 km

## Pamětihodnosti
- Kaple P. Marie
- Kaple se zvonicí a Kalvárií
- Boží muka